# Smedley Butler
Smedley Darlington Butler (West Chester, 30 de julho de 1881 – Filadélfia, 21 de junho de 1940) foi um major-general do Corpo de Fuzileiros Navais dos Estados Unidos, um crítico do aventureirismo militar dos Estados Unidos, e até o momento da sua morte, o marine (fuzileiro naval) mais condecorado da história dos Estados Unidos. Durante sua carreira de 34 anos como fuzileiro naval, ele participou de várias ações militares nas Filipinas, China, na América Central e no Caribe, e na França na Primeira Guerra Mundial. Até o final de sua carreira, recebeu 16 medalhas, cinco de heroísmo.
Faleceu em 21 de junho de 1940 em um hospital da Filadélfia em decorrência de um câncer; foi enterrado no Cemitério de Oaklands em sua cidade natal em West Chester, e sua casa foi preservada como um memorial e contém recordações recolhidas durante sua carreira.

## Carreira militar
Participou em muitas ações em Cuba durante a  Guerra Hispano-Americana, nas Filipinas durante a Guerra Filipino-Americana, na China contra a Rebelião dos Boxers, durante as Guerras das Bananas na América Central em Honduras, Nicarágua (durante a Ocupação da Nicarágua pelos Estados Unidos), tornando Veracruz no México (onde recebeu sua primeira Medalha de Honra do Congresso dos Estados Unidos durante a ocupação americana de Veracruz em 1914 no contexto da Revolução Mexicana), na ocupação do Haiti, onde ganhou sua segunda Medalha de Honra do Congresso, em seguida, participou da Primeira Guerra Mundial e, finalmente, mais uma vez na China.

## Denúncia ao aventureirismo militar dos Estados Unidos
Após sua carreira militar, Smedley Butler ficou conhecido por sua crítica aberta contra o aventureirismo militar dos Estados Unidos, com a publicação em 1935 de seu livro War is a Racket, que descreve o funcionamento do complexo militar-industrial. Depois de sua aposentadoria, tornou-se um orador popular em reuniões organizadas por veteranos, pacifistas e grupos da igreja na década de 1930.
Butler escreveu seu livro War is a Racket denunciando banqueiros, especuladores, produtores de munição, uniformes... que apoiados pelos governos submetidos ao capitalismo, provocam guerras para o seu próprio benefício:
Passei 33 anos e quatro meses no serviço ativo, como membro da mais ágil força militar do meu país - o Corpo de Fuzileiros Navais. Servi em todos os postos, desde segundo-tenente a general. E, durante tal período, passei a maior parte de meu tempo como guarda-costas de alta classe, para os homens de negócios, para Wall Street e para os banqueiros. Em suma, fui um quadrilheiro, um gangster para o capitalismo. [...] Foi assim que ajudei a transformar o México, especialmente Tampico, em lugar seguro para os interesses petrolíferos americanos, em 1914. Ajudei a fazer de Cuba e Haiti lugares decentes para que os rapazes do National City Bank pudessem recolher os lucros. Eu ajudei a estuprar meia dúzia de repúblicas da América Central em prol dos lucros de Wall Street [...] Ajudei a "limpar" a Nicarágua para os interesses da casa bancária internacional dos Brown Brothers, em 1909-1912. Trouxe a luz à República Dominicana para os interesses açucareiros norte-americanos em 1916. Ajudei a fazer de Honduras um lugar "adequado" às companhias frutíferas americanas, em 1903. Na China, em 1927, ajudei a fazer com que a Standard Oil continuasse a agir sem ser molestada. Durante todos esses anos, eu tinha, como diriam os rapazes do gatilho, uma boa quadrilha. Fui recompensado com honrarias, medalhas, promoções. Voltando os olhos ao passado, acho que poderia dar a Al Capone algumas sugestões. O melhor que ele podia fazer era operar em três distritos urbanos. Nós, os fuzileiros navais, operávamos em três continentes.

## Complô contra Franklin Delano Roosevelt
Em 1933, se envolveu em uma polêmica conhecida como Business Plot, quando afirmou a um comitê do Congresso que um grupo de ricos industriais estavam planejando um golpe militar para derrubar Franklin D. Roosevelt. Butler seria designado para liderar um exército de 500 000 homens e assassinar Roosevelt para instalar um estado fascista nos Estados Unidos. Ele recusou esse papel e denunciou a conspiração. De acordo com Butler, os mandantes da conspiração eram pessoas de Wall Street, da família DuPont, magnatas da Standard Oil, da General Motors, Chase National Bank, Goodyear, Prescott Bush, National City Bank e JPMorgan Chase. Os envolvidos negaram a existência de uma conspiração, e a mídia contemporânea não deu crédito ao complô, afirmando que Butler havia disseminado uma grande mentira.

## Obras publicadas
- Butler, Smedley; Burks, Arthur J. (1927). Walter Garvin in Mexico. [S.l.]: Dorrance, Filadélfia. OCLC 3595275
- ——; de Ronde, Philip (1935). Paraguay : A Gallant Little Nation : The Story of Paraguay's War with Bolivia. [S.l.: s.n.] OCLC 480786605
- —— (1934). Speech. Smedley Butler Talks on Black Shirts in America, Philadelphia. Hearst Vault Material, HVMc71r2, 1447. [S.l.: s.n.]
- ——; Venzon, Anne Cipriano. The Papers of General Smedley Darlington Butler, USMC, 1915–1918. [S.l.: s.n.] OCLC 10958085
- ——; Murphy, William R. Letter to William R. Murphy, 1925 April 25. [S.l.: s.n.] OCLC 53437731
- ——; Venzon, Anne Cipriano (1992). General Smedley Darlington Butler: The Letters of a Leatherneck, 1898–1931. [S.l.]: Praeger. ISBN 0-275-94141-8. Consultado em 14 de outubro de 2007
- —— (1929). «The Annals of the American Academy of Political and Social Science». American Marines in China. OCLC 479642987
- —— (1933). Old Gimlet Eye. [S.l.]: New York : Farrar & Rinehart. ISBN 0-940328-01-1. OCLC 219896546
- ——; Lejeune, John Archer; Miller, J. Michael (2002). My Dear Smedley: Personal Correspondence of John A. LeJeune and Smedley D. Butler, 1927–1928. [S.l.]: Marine Corps Research Center
- —— (1935). War Is a Racket. [S.l.]: Los Angeles: Feral House. ISBN 0-922915-86-5